# Ernesto Lara Filho
Ernesto Pires Barreto de Lara Filho (Benguela, 2 de novembre de 1932 — Huambo, 7 de febrer de 1977) fou un periodista, poeta empresari agrícola portuguès, d'origen angolès.

## Biografia
Va néixer a Benguela el 1932, on va fer estudis primaris i secundaris. Era germà de la poetessa Alda Lara. El 1952 completà els seus estudis d'empresariat agrari a l'Escola Nacional de Coïmbra.
A Luanda va exercir com a periodista paral·lelament com a quadre especialitat dels Serviços de Agricultura e Florestas de Angola. Entre finals de la dècada de 1950 e i la primera meitat dels anys 1960, va publicar cròniques i reportatges a la premsa portuguesa.
Va morir a Huambo el 7 de febrer de 1977 en un accident d'aviació, amb poc més de quaranta-cinc anys.

## Obres
- Picada de Marimbondo (1961);
- O Canto do Martrindinde (1963);
- Seripipi na Gaiola (1970).